# لانچیا اتا-۳۰/۵۰اچ‌پی
لانچیا اتا-۳۰/۵۰اچ‌پی (Lancia Eta-۳۰/۵۰HP) خودرویی است که در سال‌های ۱۹۱۱ تا ۱۹۱۴۴۹۱ producedتولید شده‌است.
طراحی آن توزیع نیروی پیشران بوده وزن آن در حالت طبیعی ۸۸۰ کیلوگرم (۱٬۹۴۰ پوند) است.
موتور آن ۴۰۸۴ سی‌سی است.